# Mereu la prima întâlnire
Mereu la prima întâlnire (titlu original: 50 First Dates) este un film american de comedie romantică din 2004 regizat de Peter Segal. Rolurile principale au fost interpretate de actorii Adam Sandler și Drew Barrymore, cu Rob Schneider, Sean Astin, Blake Clark și Dan Aykroyd în roluri secundare. Prezintă povestea lui Henry, un medic veterinar marin afemeiat, care se îndrăgostește de o profesoară de artă pe nume Lucy.  
Filmul a fost refăcut în limba telugu ca Sathyabhama (2007), în limba malayalam ca Ormayundo Ee Mukham (2014), în Japonia ca 50 First Kisses (2018) și în Mexic ca Como si fuera la primera vez în 2019.

## Distribuție
- Adam Sandler - Henry Roth, un medic veterinar marin afemeiat căruia îi e frică să aibă o relație romantică
- Drew Barrymore - Lucy Whitmore, profesoară de artă, interesul amoros al lui Henry care suferă de amnezie temporară
- Rob Schneider - Ula, cel mai bun prieten al lui Henry , este fumător de marijuana; este nefericit de căsătoria sa cu o femeie nativă supraponderală și are cinci copii tineri, talentați din punct de vedere atletic
- Sean Astin - Doug Whitmore, fratele mai mare al lui Lucy, un culturist care șchiopătă, dependent de steroizi
- Blake Clark - Marlin Whitmore, tatăl văduv al lui Lucy, un pescar profesionist
- Lusia Strus - Alexa, asistenta ambiguă a lui Henry
- Dan Aykroyd - Dr. Joseph Keats, un medic specializat în tulburări ale creierului
- Amy Hill - Sue, managerul cafenelei Hukilau și prietenă a lui Lucy și a regretatei mame
- Pomaika'i Brown - Nick, bucătarul cafenelei Hukilau
- Allen Covert - Ten-Second Tom, un pacient din spital cu tulburări severe de memorie
- Missi Pyle - Noreen, un avocat fiscal cu care Henry se întâlnește la un bar
- Maya Rudolph - Stacy, prietena însărcinată a lui Lucy la petrecerea pe plajă
- Lynn Collins - Linda
- Kevin James - Muncitor din fabrică